# Get Up 10
Get Up 10 è un brano della rapper statunitense Cardi B, traccia d’apertura del suo primo album in studio Invasion of Privacy.

## Descrizione
Nel testo, Cardi B racconta la sua ascesa al successo, dal lavorare in uno strip club di New York alla sua svolta nell’industria musicale.  Secondo un editore di Vibe, il brano è influenzato da Dreams and Nightmares di Meek Mill.

## Accoglienza
Jem Aswad di Variety ha definito la canzone "un'autentica canzone autobiografica", e ha notato che ha comunque lasciato spazio a "versi divertenti". Andreas Hale di Billboard ha ritenuto la traccia un ottimo modo per iniziare l’album. Eleanor Halls di GQ l'ha considerata la miglior canzone dell'album.  Per Kathy Iandoli di XXL, la canzone fa concentrare gli ascoltatori soltanto sulla musica della rapper, escludendo il gossip che la coinvolge.

## Esibizioni dal vivo
Cardi B si è esibita per la prima volta in televisione con la canzone ai BET Hip Hop Awards 2018, in un medley con Backin' It Up, durante la quale è stata raggiunta da Pardison Fontaine.

## Classifiche
| Classifica (2018) | Posizione massima |
| ----------------- | ----------------- |
| Canada            | 67                |
| Stati Uniti       | 38                |